# Shōta Arai (futbolista nacido en 1988)
Shōta Arai (新井 章太 Arai Shōta?, Saitama, 1 de noviembre de 1988) es un futbolista japonés que juega como guardameta en el Vissel Kobe de la J1 League.

## Trayectoria

### Clubes
| Club              | País  | Año       |
| ----------------- | ----- | --------- |
| Tokyo Verdy       | Japón | 2011-2012 |
| Kawasaki Frontale | Japón | 2013-2019 |
| JEF United Chiba  | Japón | 2020-2024 |
| Vissel Kobe       | Japón | 2024-     |

## Palmarés

### Títulos nacionales
| Título             | Club              | País  | Año  |
| ------------------ | ----------------- | ----- | ---- |
| J1 League          | Kawasaki Frontale | Japón | 2017 |
| J1 League          | Kawasaki Frontale | Japón | 2018 |
| Supercopa de Japón | Kawasaki Frontale | Japón | 2019 |
| Copa J. League     | Kawasaki Frontale | Japón | 2019 |
| Copa del Emperador | Vissel Kobe       | Japón | 2024 |
| J1 League          | Vissel Kobe       | Japón | 2024 |